# Речиці (Західнопоморське воєводство)
Речиці (пол. Reczyce, нім. Kutzdorfer Eisenhammer) — село в Польщі, у гміні Болешковиці Мисліборського повіту Західнопоморського воєводства.
Населення — 131 особа (2011).
У 1975-1998 роках село належало до Гожовського воєводства.

## Демографія
Демографічна структура станом на 31 березня 2011 року:
|          | Загалом | Допрацездатний вік | Працездатний вік | Постпрацездатний вік |
| -------- | ------- | ------------------ | ---------------- | -------------------- |
| Чоловіки | 70      | 18                 | 50               | 2                    |
| Жінки    | 61      | 8                  | 37               | 16                   |
| Разом    | 131     | 26                 | 87               | 18                   |